# Benissoda
Benissoda è un comune spagnolo di 309 abitanti situato nella comunità autonoma Valenciana.